# Elezioni presidenziali in Mauritania del 2007
Le elezioni presidenziali in Mauritania del 2007 si tennero l'11 marzo (primo turno) e il 25 marzo (secondo turno).

## Risultati
| Sidi Mohamed Ould Cheikh Abdallahi | Indipendente                                    | 183 726   | 24,80 | 373 520   | 52,85 |  |  |  |
| Ahmed Ould Daddah                  | Raggruppamento delle Forze Democratiche         | 153 252   | 20,69 | 333 185   | 47,15 |  |  |  |
| Zeine Ould Zeidane                 | Indipendente                                    | 113 182   | 15,28 |           |       |  |  |  |
| Messaoud Ould Boulkheir            | Alleanza Popolare Progressista                  | 72 493    | 9,79  |           |       |  |  |  |
| Ibrahima Moctar Sarr               | Indipendente                                    | 58 878    | 7,95  |           |       |  |  |  |
| Saleh Ould Hanenna                 | Partito Mauritano dell'Unione e del Cambiamento | 56 700    | 7,65  |           |       |  |  |  |
| Mohamed Ould Maouloud              | Unione delle Forze del Progresso                | 30 254    | 4,08  |           |       |  |  |  |
| Dahane Ould Ahmed Mahmoud          | Indipendente                                    | 15 326    | 2,07  |           |       |  |  |  |
| Mohamed Ould Cheikhna              | Indipendente                                    | 14 200    | 1,92  |           |       |  |  |  |
| Mohamed Khouna Ould Haidalla       | Indipendente                                    | 12 813    | 1,73  |           |       |  |  |  |
| Ethmane Ould Cheikh Ebi El Maali   | Indipendente                                    | 10 868    | 1,47  |           |       |  |  |  |
| Altri                              | -                                               | 19 158    | 2,59  |           |       |  |  |  |
| Totale                             | Totale                                          | 740 850   | 100   | 706 705   | 100   |  |  |  |
|                                    |                                                 |           |       |           |       |  |  |  |
| Voti non validi                    | Voti non validi                                 | 54 129    | 6,81  | 57 340    | 7,50  |  |  |  |
| Votanti                            | Votanti                                         | 794 979   | 70,16 | 764 045   | 67,44 |  |  |  |
| Elettori                           | Elettori                                        | 1 133 152 |       | 1 132 877 |       |  |  |  |